# Charles Anderson Dana
Charles Anderson Dana (Hinsdale, 1819 – Glen Cove, 1897) è stato un poeta e pubblicista statunitense.
Si distinse all'epoca per la sua grande attività al contempo giornalistica, grafica e di scrittore. Le sue pubblicazioni più conosciute sono The Household Book of Poetry (1857) e Fifty Perfect Poems.